# Calomicrus marshalli
Calomicrus marshalli es un coleóptero de la familia Chrysomelidae.
Fue descrita científicamente por primera vez en 1900 por Jacoby.